# 奥姆河畔洪贝格
奥姆河畔洪贝格（德語：Homberg (Ohm)），简称洪贝格（德語：Homberg，發音：[ˈhɔmbɛʁk] ⓘ），是德国黑森州吉森行政区福格尔斯山县的城市，面积88.04平方千米，2023年12月31日人口为7,485人。